# Creatures (альбом Clan of Xymox)
Creatures — восьмой студийный альбом голландского коллектива Clan of Xymox, выпущенный в 1999 году одновременно на лейблах Pandaimonium Records (в Европе) и Metropolis Records (в США). Этот диск стал одной из наиболее успешных и знаменитых работ группы и дал критикам повод назвать Clan of Xymox одними из отцов готического жанра. В поддержку Creatures группа организовала масштабное мировое турне.

## Об альбоме
Обложку диска оформила басистка коллектива Мойка Зугна. В качестве одного из приглашённых музыкантов на альбоме отметился Адриан Хейтс, известный благодаря своему участию в группах Garden Of Delight и Diary of Dreams.
По словам фронтмена команды Ронни Морингса, Creatures — одна из наиболее мрачных работ группы, созданная в период особенно пессимистического отношения к людям, а в музыкальном плане — намного более одноплановая и цельная, нежели предыдущий диск Hidden Faces. Морингс также сказал, что «в этот раз сконцентрировался на более насыщенном, более тёмном звучании».
Критики весьма высоко оценили альбом. Так, Дэвид Ричардс из Billboard сравнил музыку Clan of Xymox с творчеством легендарной для готик-рока группы Sisters of Mercy; Саид Суккарье в своей рецензии также отметил это сходство, прибавив, что отдельные композиции напоминают работы таких известных готических исполнителей, как Питер Мёрфи и The Cure, и назвал Creatures шедевром. Стив Хьюи охарактеризовал альбом как «мрачную готическую электронику, приправленную гитарами и танцевальными битами». Деннис Волльник из журнала Orkus удостоил альбом звания «релиз месяца».
В 2006 году на лейбле Gravitator Records вышло переиздание альбома, предназначенное специально для распространения на территории России.

## Список композиций
Тексты и музыка: Ронни Морингс.
1. «Jasmine and Rose» — 5:42
2. «Crucified» — 5:58
3. «Taste of Medicine» — 7:48
4. «Undermined» — 6:04
5. «Consolation» — 4:56
6. «Waterfront» — 5:38
7. «Creature» — 5:03
8. «All I Have» — 5:35
9. «Falling Down» — 6:14
10. «Without a Name» — 4:02
11. «Doubts» — 5:36

## Участники записи
- Ронни Морингс — вокал, гитара, клавишные, программирование
- Мойка Зугна — бас-гитара, бэк-вокал
- Роб Вонк — гитара
- Нина Симич — клавишные
- Адриан Хейтс — программирование (песня «Without a Name»)